# 永村和照
永村 和照（ながむら かずてる、1950年 - 2019年11月4日） は、日本の機械工学者。広島大学名誉教授。元日本機械学会機素潤滑設計部門長。

## 人物・経歴
1981年広島大学大学院工学研究科修了、工学博士。広島大学工学部助教授、広島大学工学部教授を経て、広島大学名誉教授。2001年日本機械学会機素潤滑設計部門功績賞受賞。2011年日本機械学会機素潤滑設計部門長。